# (3300) McGlasson
(3300) McGlasson ist ein Asteroid des Hauptgürtels, der am 10. Juli 1928 vom südafrikanischen Astronomen Harry Edwin Wood in Johannesburg entdeckt wurde.
Der Asteroid wurde nach Van McGlasson benannt, dem Leiter der EDV-Abteilung des Harvard-Smithsonian Center for Astrophysics. Der Name wurde von Brian Marsden vorgeschlagen, der federführend für die Identifikation des Asteroiden war.